# Cidade Maravilhosa (poemas)
Cidade Maravilhosa é um pequeno livro de poemas do poeta, político e diplomata brasileiro Olegário Mariano, cuja primeira edição foi publicada em 1922 pela Editora Pimenta de Mello e cuja segunda edição, aumentada, foi editada em 1930 pela Companhia Editora Nacional. O poema inicial que dá nome ao livro é uma louvação ao Rio de Janeiro, a "Cidade do Amor e da Loucura", “Cidade do Êxtase e da Melancolia”, “Flor das Cidades”, em suma, “Cidade Maravilhosa!”. Quatorze poemas integram o livro, dos quais quatro alusivos à cidade: "Cidade Maravilhosa", "O aspecto mais lindo da cidade", "Na feira livre de Copacabana" e "O crepúsculo na Quinta da Boa Vista".